# Heinrich von Veldeke
Heinrich von Veldeke (ur. przed 1150; zm. między 1190 a 1200; holenderski: Hendrik van Veldeke) – holendersko-niemiecki pisarz XII wieku; pochodził z arystokratycznego rodu, mającego swoją siedzibę w okolicach Maastricht.

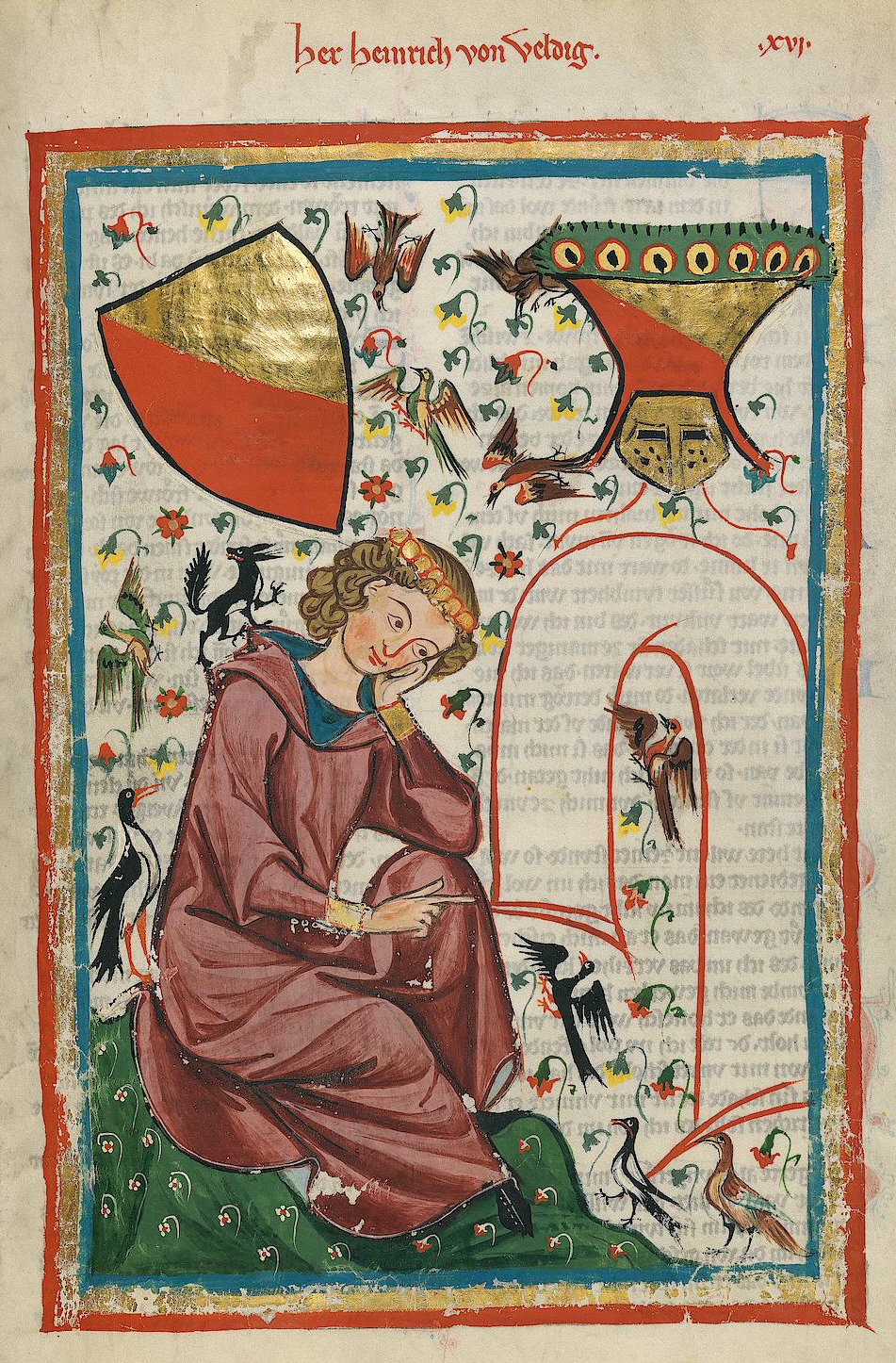
Herr Heinrich von Veldeke (Codex Manesse, około 1300)

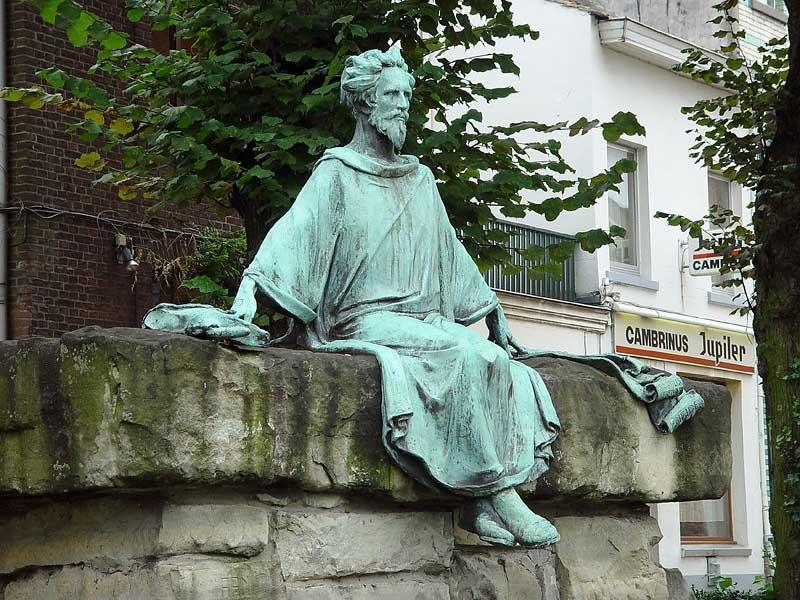
Pomnik Hendrika van Veldeke w Hasselt, Belgia

## Dzieła
Heinrich von Veldeke był epikiem i minnesängerem. Był jednym z pierwszych, którzy przejęli formy i motywy romantycznego minnesangu.
- Legenda o Servatiusu (6000 wersów): zakończona przed 1170
- Powieść o Eneaszu (13.500 wersów): zakończona 1187/89
- Lyrika: ponad 30 minnelieder (pieśni miłosnych)

## Opracowania
- Renate Schipke: Heinrich von Veldeke: Eneasroman, in: Peter Jörg Becker und Eef Overgaauw (Hgg.): Aderlass und Seelentrost. Die Überlieferung deutscher Texte im Spiegel Berliner Handschriften und Inkunabeln, Mainz 2003, S.62ff.
- Gabriele Schieb: Henric van Veldeken / Heinrich von Veldeke. Stuttgart: Metzler, 1965. (Sammlung Metzler 42)
- Meinolf Schumacher: Einführung in die deutsche Literatur des Mittelalters, Darmstadt: Wissenschaftliche Buchgesellschaft 2010, ISBN 978-3-534-19603-6, S. 65-69.